# Ponthieva cornuta
Ponthieva cornuta är en orkidéart som beskrevs av Heinrich Gustav Reichenbach. Ponthieva cornuta ingår i släktet Ponthieva och familjen orkidéer.
Artens utbredningsområde är Bolivia. Inga underarter finns listade i Catalogue of Life.